# Georges Bouhour
Pour les articles homonymes, voir Bouhour.
Georges Bouhour , né le 25 janvier 1920 à Somain et fusillé le 15 décembre 1942 au fort du Vert-Galant à Wambrechies, est un résistant communiste français. Son frère Émile a également été fusillé.

## Biographie
Georges Bouhour naît le 25 janvier 1920 au no 73 de la rue Louis-Pasteur à Somain, dans le Nord, en France. Il est le fils de Jean-Baptiste Bouhour, trente-neuf ans, mineur et de Célina Coquelle, trente-huis ans, ménagère. Son frère aîné est Émile Bouhour. Georges Bouhour réside à Somain.
La gendarmerie française l'arrête pour « activité communiste, constitution de groupes de francs-tireurs, terrorisme, détention d’armes, vols graves, meurtres divers » le 18 septembre 1942 dans sa ville natale. Il est ensuite enfermé à la prison de Douai puis à celle de Loos.
Il est fusillé le 15 décembre 1942, au fort du Vert-Galant à Wambrechies, le même jour que René Caby, habitant à Vred, commune voisine. Son nom apparaît sur le monument aux morts de Somain situé dans le cimetière communal, il est d'ailleurs inhumé dans la crypte de ce monument aux côtés de son frère. Une rue porte son nom et celui de son frère à Somain, l'une de ses extrémités rejoint la rue Alexandre-Bisiaux. À Rieulay, la rue qui porte le nom de deux frères à l'une de ses extrémités avec la rue Jean-Baptiste-Fiévet, ces deux résistants ayant été fusillés avec son frère.

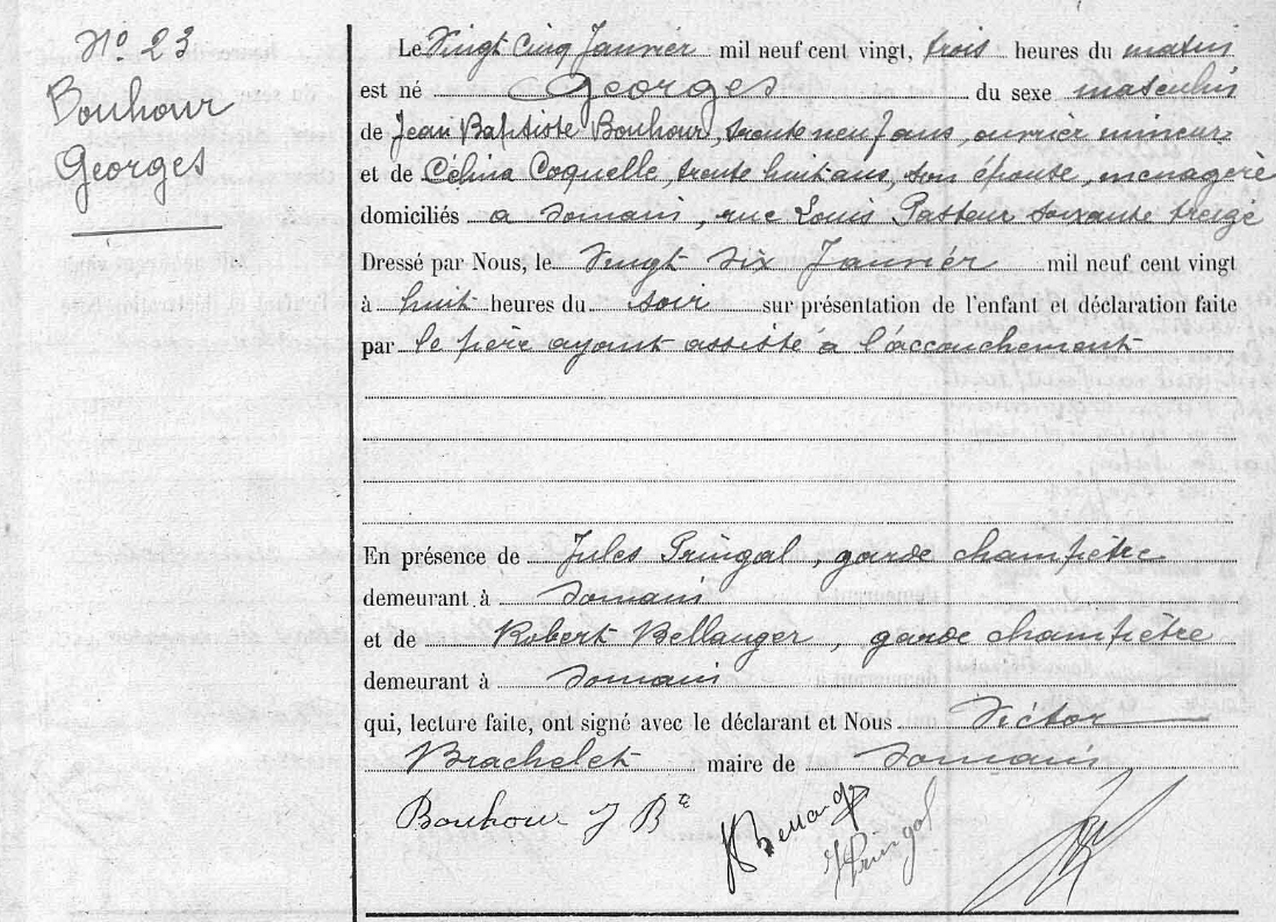
Son acte de naissance, signé par le maire Victor Brachelet.
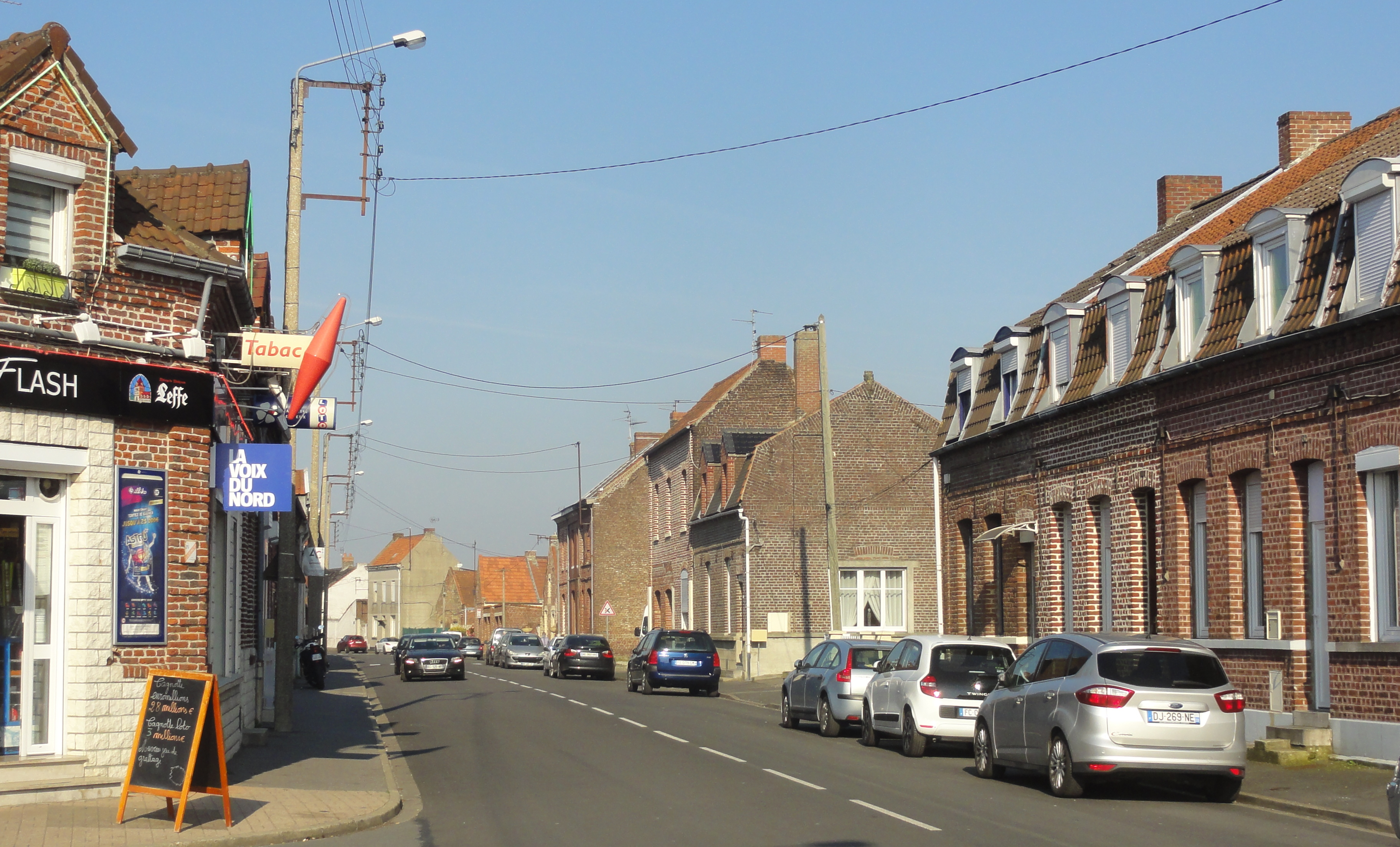
La rue des Frères-Émile-et-Georges-Bouhour de Somain en mars 2019.
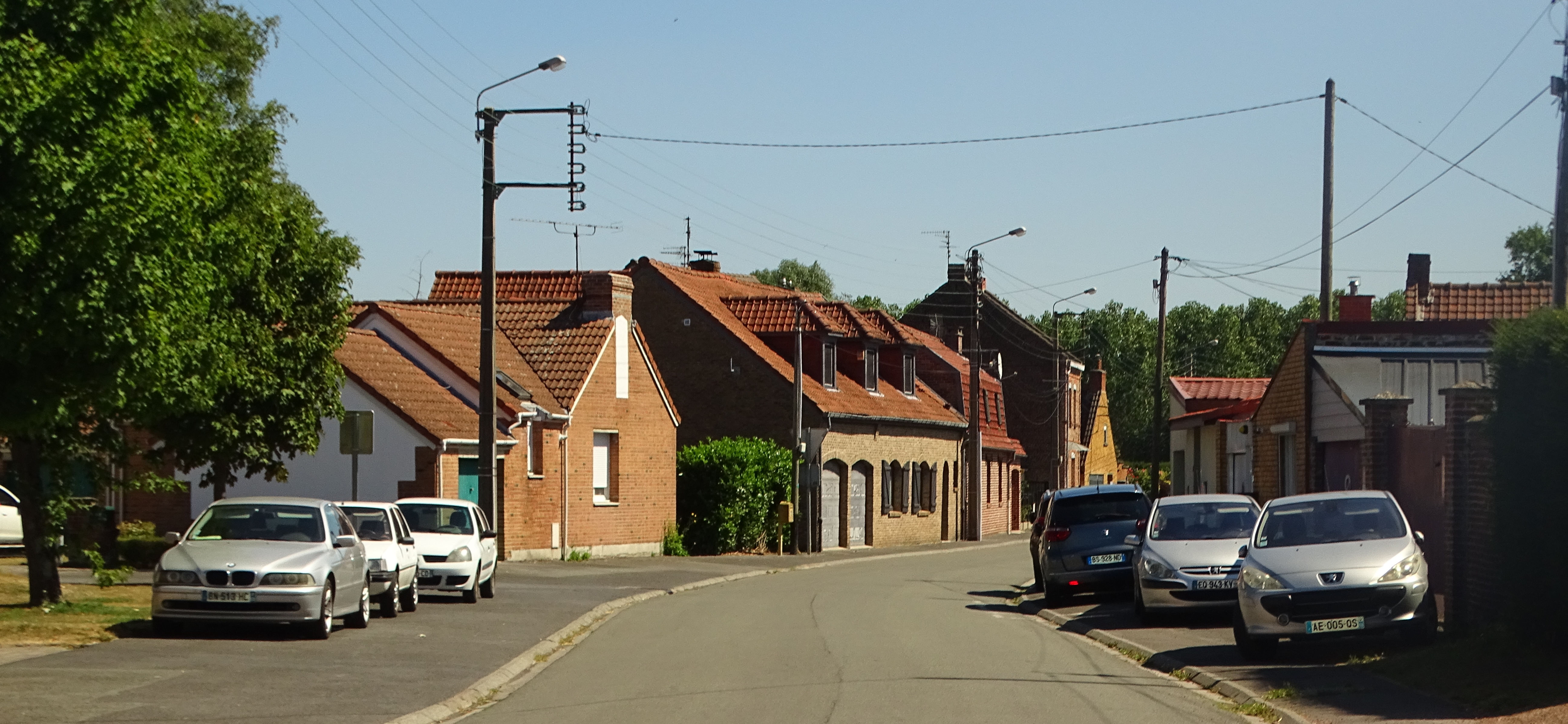
La rue des Frères-Émile-et-Georges-Bouhour de Rieulay en août 2022.
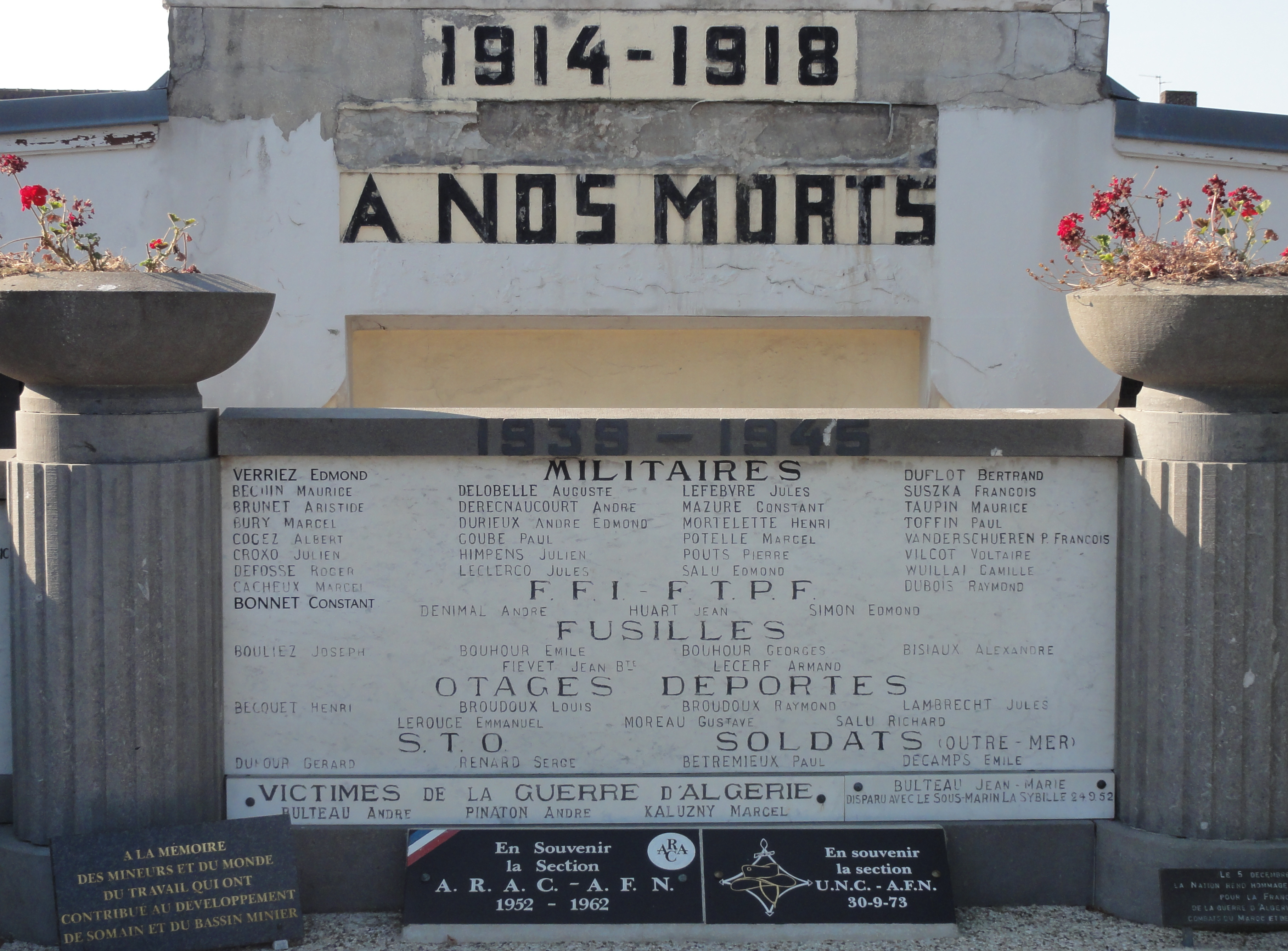
Georges Bouhour est mentionné parmi les fusillés sur le monument aux morts.